# Дом Алейна

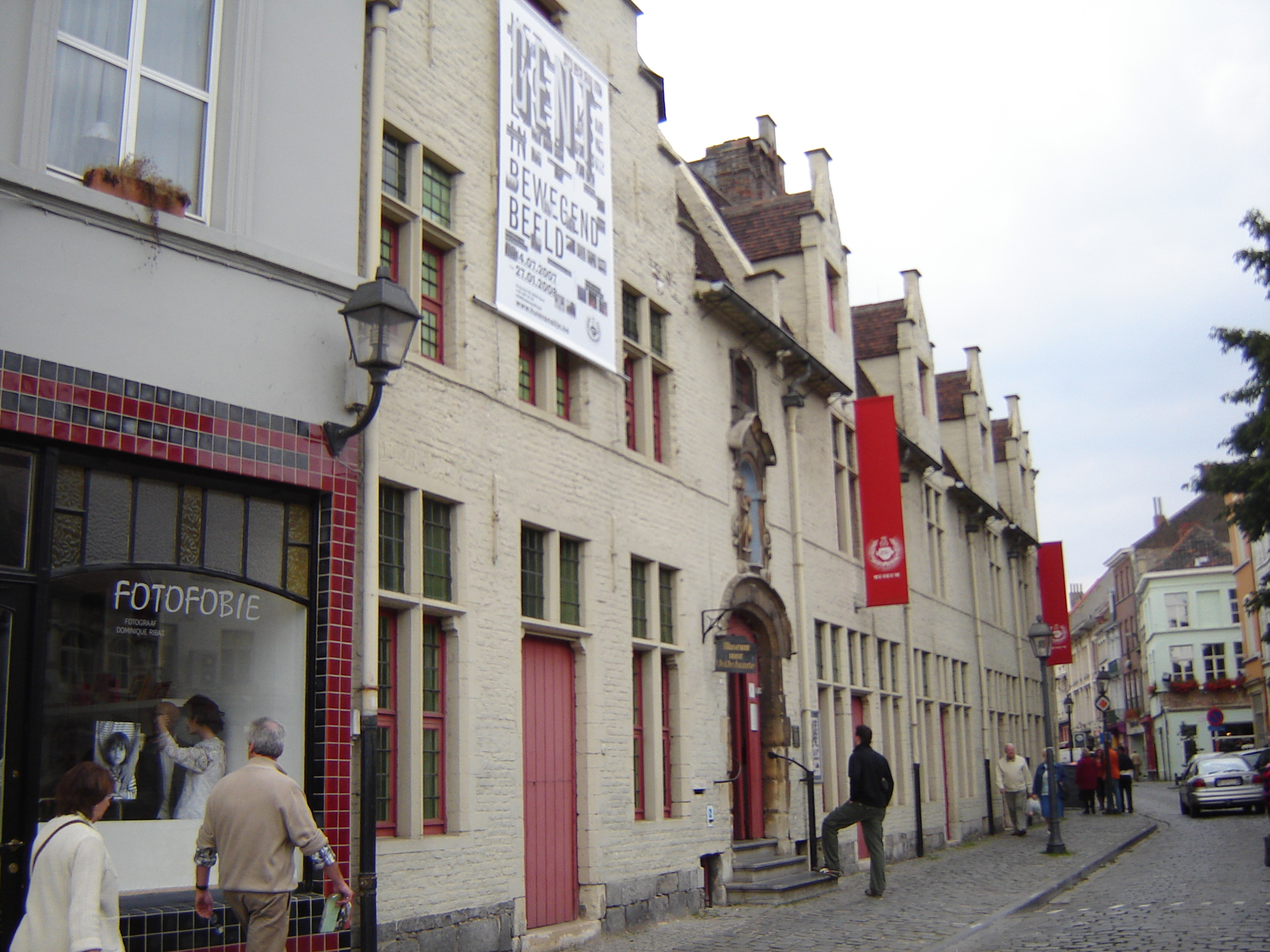
Дом Алейна

Дом Алейнa является единственной богадельней, которая ещё сохранилась в Генте.

## История заведения
В Средневековье богадельни строились в двух случаях, с благотворительной целью и с целью искупления грехов. В этих приютах ухаживали за больными, престарелые получали бесплатное жилье и даже средства на пропитание. Также богадельни предлагали ночлег бедным путешествующим. Братья Реймсы были одними из самых влиятельных семей Гента, богатые аристократы из кругов ткацкого ремесла. В 1352 году они обвинили братьев Алейнов в неоправданных оскорблениях из-за чего между семьями возникла глубокая вражда.
Вдобавок к этому, конфликт ещё более обострился, после того как молодой текстильщик Гендрик Алейн влюбился в Годелив, дочь богатого ткача. Её отец не дал разрешения Алейну жениться, потому что он уже выбрал спутника жизни для своей дочери, богатого Симона Рейма. Однако Годелив отказалась от ухаживаний Симона. Её отказ задел самолюбие Рейма и он решил отомстить ей и её возлюбленному сыну текстильщика Алейна. В сопровождении своего брата и ещё нескольких человек, он ворвался в церковь Святого Янса во время церковной службы и убил своего соперника Гендрика Алейна, который был членом муниципалитета в Генте в 1354 году, и его брата Зегера вместе с прислугой. В результате этого двойного преступления, а именно убийства в церкви (святотатство) и убийства члена муниципалитета (нарушение достоинства суда), братья Реймсы, которые сбежали из Гента, были обвинены в преступлении графом Фландрии Людовиком. Как это тогда было принято их дома были полностью разрушены. Однако убийцам удалось остаться на свободе. 
В 1361 году Симон Рейм попросил о помиловании и получил его, при условии оплаты штрафа в двести фунтов семье Алейн чтобы искупить свою вину. В 1363 году Алейны передали свой дом для создания богадельни. В качестве штрафа Реймсам надо было также отправиться в паломничество и платить ежегодно процент, часть которого была направлена на основание и содержание богадельни, которая стала приютом для нуждающихся. Считается, что граф Фландрии Людовик был покровителем и меценатом госпиталя. На протяжении XVI века здание приобрело свою окончательную форму: ворота и шесть домиков со стороны улицы и шестнадцать трёхкомнатных жилых помещений вокруг большого двора. Часовня Святой Катарины была построена с 1543 по 1546 год в стиле поздней готики.
Спустя 600 лет здесь был основан один из самых красивых музеев с ценной исторической и этнологической коллекцией.

## История музея
1926 год можно считать годом открытия музея. В том же году был создан Союз Фольклорного общества Восточной Фландрии, который содействовал исследованию фольклора. Результат был достигнут с помощью фольклорного Восточно-Фламандского журнала с 1927 года и была создана фольклорная библиотека. Коллекция этого общества так быстро росла, что надо было искать новое помещение. В 1932 году Музей Фольклора появился на свет. Через десять лет после создания музея здесь также размещался кукольный театр, который существует до сих пор. В 1962 году Музей Фольклора был перемещен на улицу Кранлей. До XX века главным приоритетом музея был поиск и исследование фламандского национального характера. Культура народа формировалась вместе с языком — с настоящим отображением души народа. Предметы ежедневного обихода, приобрели в музее особый ностальгический смысл: яркие реконструкции исчезнувших ремесел, интерьеров, в общем быт не средневековых крестьян, а обычных людей в XX веке.
Этот музей очень часто называли спящим музеем из-за недостатка средств и фантазии. В 2000 году муниципалитет Гента взял ситуацию под контроль. Оказалось, что реформировать музей не так уж просто, так как практически все сферы организации находились в упадке. Отсутствие централизированого коллекционирования, исследования и изучения, а также сохранение и поддержка коллекции не соответствовала стандартам и презентация была устаревшей.

## Перерождение музея
В 2000 году музей подвергся очень серьезным изменениям. Музей Фольклора был переименован на Дом Алейнa. Изменение названия ознаменовало также новую политику и обозначало изменение ориентации музея, с более современным подходом. Понятие народной культуры получило другое значение в обществе, в котором различные культуры существуют параллельно друг с другом. На данный момент, музей разделен по тематическим экспозициям: торговля, ремесло, любовь, семья, творчество. Так, например, в одном из залов музея можно увидеть восстановленный интерьер парикмахерского салона начала XX века или гостиную 1960-х гг. Посетители могут послушать некоторые аудиозаписи и погрузиться в атмосферу XX века. При помощи коллекции старых частных видеозаписей жителей Гента, посетители могут посмотреть маленькие истории о жизни, которая ещё совсем недавно была актуальной. Расположение музея в самом центре Гента делает его очень популярным среди туристов, которых особенно привлекает уютный внутренний дворик Дома Алейнa с множеством лавочек, с кафе и магазином.

## Награды
Премия Фламандского Наследия 2002 (Vlaamse Erfgoedprijs 2002).